# Gabriel Longueville
Gabriel Longueville, né le 18 mars 1931 à Étables (Ardèche, France) et mort assassiné le 18 juillet 1976 à Chamical (La Rioja, Argentine), est un prêtre catholique français, connu pour avoir été un proche collaborateur de Mgr Enrique Angelelli. Assassiné pendant la dictature militaire pour avoir protégé les opprimés du régime et les pauvres, l'Église catholique l'a reconnu martyr en juin 2018. Il a été proclamé bienheureux le 27 avril 2019.

## Biographie
Après avoir étudié en partie à Annonay, Gabriel Longueville est ordonné prêtre le 29 juin 1957 pour le diocèse de Viviers. Ses premières années de ministère se déroulent à Annonay où il  est enseignant.
En 1969, il est envoyé en Argentine par Mgr Jean Hermil, en tant que prêtre Fidei donum.
Curé de la paroisse d'El Salvador à El Chamical, il est enlevé avec son vicaire, Carlos Murias, le 18 juillet 1976. Leurs corps criblés de balles sont retrouvés, les yeux bandés, dans un terrain vague renommé Les Martyrs et sur lequel un oratoire s'élève aujourd'hui en leur honneur.

## Reconnaissance
Le 19 juillet 2010, Mgr Roberto Rodríguez (it), évêque de La Rioja annonce son intention d'ouvrir, en décembre, le procès en béatification des pères Gabriel Longueville et Carlos de Dios Murias, assassinés durant la dictature militaire. L'évêque fait cette annonce lors d'un hommage rendu aux deux prêtres au cimetière d'El Chamical, où ils sont enterrés.
Mgr Rodriguez, qui souhaite joindre à la cause celle de Wenceslao Pedernera, un laïc assassiné à la même époque, a annoncé qu'il chargerait le P. Angelo Paleri, postulateur général des franciscains conventuels, de mener le procès chargé d'examiner « la vie, les vertus, le martyre et la réputation des deux prêtres ».
Le 31 mai 2011, le processus de béatification du Père Longueville est ouvert. Il aboutit le 27 avril 2019.
Le 1er mai 2021, une paroisse est créée portant son nom, par fusion des paroisses « Sainte-Claire d’Annonay-Vocance » et « Saint-Christophe lès Annonay ».
Ce choix rappelle son passage à Annonay en tant que séminariste et jeune prêtre avant son départ pour l'Argentine.